# BUGGY CRASH NIGHT
『BUGGY CRASH NIGHT』（バギー クラッシュ ナイト）は、FM802にて放送されているラジオ番組。GLAYのJIROがDJを務める。

## 概要
1998年10月に放送開始。開始当時はJ-PHONE（現：ソフトバンク）、その後はTDKがスポンサーだった。また、GLAYメンバーの中で唯一、関西発のラジオ番組のDJを務めている事でも話題となった。この頃、シンコーミュージック・エンタテイメントの雑誌「B-PASS」にて放送中（及び前後）の様子が掲載されていた。
2001年2月をもって一旦番組は終了するも、同年12月23日に「XMAS SPECIAL」として1日限りの復帰を果たす。その後、2003年11月に正式復帰。2023年4月に現在の時間帯での放送となる。
2014年3月に公式X（旧Twitter）アカウントを開設。番組公式のハッシュタグは「#バギクラ」。
2021年から2023年までザ・プレミアム・モルツ提供だった。
radikoでは、2024年2月に追加された新機能「ポッドキャスト」により、放送後のアフタートークが期間限定で配信される。

### タイトルについて
「BUGGY CRASH」とあるが、これは1998年8月の、岩手での野外ライブ前日の夜に起こった出来事が元となったという。

### 選曲について
毎週一つのテーマに沿って、基本的にはJIRO本人が選曲をしている。GLAYの特集を行う場合もあれば、他のアーティストやジャンル別の特集・「○○な時に聴きたい曲」など、テーマは様々である。
自身がTHE PREDATORSを結成している事もあってか、the pillowsやストレイテナーの曲が流れる事もある。
放送時に選曲された楽曲のプレイリストは公式X（旧称:Twitter）アカウントのポスト（旧称:ツイート）へ番組放送後に投稿される。

## DJ
- JIRO（GLAY）

## 放送時間
- 日曜 0:00 - 1:00（土曜深夜）（2023年4月 - )

### 過去の放送時間
- 土曜 23:00 - 23:57（2003年11月 - 2008年9月）
- 土曜 21:00 - 21:55（2008年10月 - 2009年6月）
- 土曜 22:00 - 23:00（2009年7月 - 2017年9月）
- 日曜 1:00 - 2:00（土曜深夜）（2017年10月 - 2023年3月）

## その他

### ホームページについて
日曜日の放送時から、既に公式サイトは設立されており、リスナーからのイラスト掲載やストリーミング配信も行っていた（トーク部分のみ）。当初はJIRO直筆のFAXメッセージも掲載されていた。
土曜日に枠移動は、直筆メッセージのコンテンツは削除されたものの、リスナーからのイラスト掲載は継続中。過去には「延長戦」と題した放送後記も合わせて配信されていた。